# کمدی درام

کمدی و درام. هنگامی که این دو ترکیب می‌شوند، یک کمدی-درام ایجاد می‌شود

کمدی-درام، طنز جدی، کمدی اجتماعی یا درآمدی از ژانرهای سینمایی، تلویزیونی و تئاتر است که در آن عناصر طنز و جدی در یک اندازه یا در حدود یک اندازه به کار رفته‌است.

## تاریخچه
تئاتر سنتی در غرب با دو ژانر کمدی و تراژدی در یونان باستان آغاز گردید. برای مثال تراژدی با مرگ قهرمانی تاریخی یا داستانی تلخ به پایان می‌رسید، در حالی که در کمدی با تمرکز بر روی زندگی طبقه متوسط جامعه و با موفقیت شخصیت سطح پایینی تمام می‌شد. در اوایل قرن ۱۹ نویسندگانی چون آنتون چخوف، جورج برنارد شاو و هنریک ایبسن از کسانی بودند که خطوط میان کمدی و درام را کمرنگ کردند.